# João Francisco Pereira de Souza
João Francisco Pereira de Souza, conocido como João Francisco (Santana do Livramento, 12 de abril de 1866-São Paulo, 4 de mayo de 1953) fue un caudillo de Río Grande del Sur, Brasil. 

## Familia y primeros años
Su madre fue Luísa Pereira de Sousa y su padre, un militar y estanciero con propiedades en ambos lados de la frontera entre Brasil y Uruguay.
Sin haber recibido educación formal, se dedicó desde sus primeros años a la actividad militar, ingresando en la Guarda Nacional. En su juventud se afilió al Partido Republicano Riograndense (PRR), liderado por Júlio de Castilhos, quien fue gobernador de Río Grande del Sur en dos ocasiones entre 1891 y 1898. Bajo el gobierno republicano de Castilhos, João Francisco fue promovido a diversos cargos militares, comandando tropas en la zona de Livramento.

## Participación en la Revolución Federalista
Combatió a Gumersindo Saravia contra la revolución federalista riograndense, lucha en la que obtuvo prestigio personal y el mote de “Tigre de Caty” o “Hiena de Caty”. Aunque hay quienes dicen que ordenó degollar al almirante federal Luis Saldanha da Gama junto a 300 de sus hombres en esa campaña militar, la versión más aceptada es que el almirante murió en el campo de batalla, al ser herido de lanza por Salvador Tambeiro, uno de los hombres de João Francisco. 

## Participación en las revoluciones de 1897 y de 1904 de Uruguay
Fue amigo personal y colaborador de Aparicio Saravia, caudillo del Partido Nacional de Uruguay. Contribuyó con este cuando inició la Revolución de 1897, ofreciendo cobertura en territorio brasileño y vendiéndole armas y municiones, lo que significó también un buen negocio. Actuó de la misma manera durante la Revolución de 1904, y cuando Saravia fue herido de muerte en la Batalla de Masoller, algunos líderes blancos manejaron el nombre de João Francisco como líder del movimiento que impulsó la Revolución de 1904.